# László Bálint
Pour les articles homonymes, voir Balint.
László Bálint, né le 1er février 1948 à Budapest, est un footballeur professionnel hongrois. Il jouait au poste de défenseur.

## Palmarès

### En sélection
- 76 sélections et 5 buts en équipe de Hongrie entre 1972 et 1982
- Médaille d'argent aux Jeux olympiques de 1972 avec la Hongrie

### En club
- Finaliste de la Coupe des villes de foires en 1968 avec Ferencváros
- Finaliste de la Coupe d'Europe des vainqueurs de coupe en 1975 avec Ferencváros
- Champion de Hongrie en 1968 et 1976 avec Ferencváros
- Vainqueur de la Coupe de Hongrie en 1972, 1974, 1976 et 1978 avec Ferencváros
- Champion de Belgique en 1980 avec le FC Bruges
- Vainqueur de la Supercoupe de Belgique en 1980 avec le FC Bruges
- Champion de France de D2 en 1982 avec le Toulouse FC